# Wet personenvervoer 2000
De Wet personenvervoer 2000 (Wp2000) is een Nederlandse wet die in werking is getreden op 1 januari 2001. De wet bevat, samen met het Besluit personenvervoer 2000 (Bp2000), bepalingen over het stads- en streekvervoer, besloten busvervoer (onder andere dagreizen) en taxivervoer in Nederland.

## Inhoud van de wet

### Doel en opzet
Met deze wet werd gepoogd zowel de kwaliteit en de efficiëntie van het openbaar vervoer te verbeteren als de kostprijs van het openbaar vervoer te verlagen. 
De Wet personenvervoer 2000 gaat uit van OV-autoriteiten (provinciale en regionale overheid) die via het Ministerie van Verkeer en Waterstaat exploitatiesubsidie krijgen om stads- en streekvervoer, gedecentraliseerde treindiensten, Collectief Vraagafhankelijk Vervoer en/of leerlingenvervoer te kunnen "inhuren" bij een vervoerder voor de inwoners van het gebied.
Artikel 20 bepaalt dat het Rijk concessies voor het openbaar vervoer per trein verleent, behalve voor bij algemene maatregel van bestuur of ministerieel besluit aangewezen vervoersdiensten die de daarbij aangegeven stations verbinden; hiervoor worden concessies verleend door de betreffende OV-autoriteit.
Indien een medewerker binnen de organisatie overstapt in functie, dient de organisatie zijn contract over te nemen zoals de voorwaarden zijn.
Artikel 32, 4e lid bepaalt dat bij algemene maatregel van bestuur regels kunnen worden gesteld over de aan een concessie te verbinden voorschriften.

### Consumenteninspraak
De Wet personenvervoer 2000 heeft consumentenorganisaties een formele positie gegeven in het openbaar vervoer. De vervoerder en de OV-autoriteit dienen over hun voornemens (zoals nieuwe dienstregelingen) vooraf advies te vragen aan consumentenorganisaties. Wanneer deze hun advies uitbrengen dient daarop gemotiveerd en tijdig te worden gereageerd. Men spreekt hier ook wel van reizigersinspraak. Op regionaal niveau is deze inspraak georganiseerd in ROCOVs, geënt op het landelijke Locov.

## Concessies en aanbesteding
De concessie is de vergunning om het regionaal openbaar vervoer voor een bepaalde periode te mogen uitvoeren. Om de meest geschikte vervoerder te vinden, organiseert de OV-autoriteit als concessieverlener een openbare aanbesteding. De concessieverlener verdeelt het grondgebied en/of de bestaande lijnen in in zogenaamde consessiegebieden die als hapklare pakketten worden aanbesteed. Voor zo'n concessiegebied kiest de concessieverlener voor een periode van maximaal acht jaar (bij concessies met rail maximaal 15 jaar) de vervoerder die de beste kwaliteit, de laagste prijs of een combinatie van beide biedt. De tendens is dat steeds meer OV-autoriteiten de beoordeling voor een groter deel afhankelijk laten zijn van de geboden kwaliteit.

### Specificaties
Concessieduur: De maximale concessieduur is acht jaar. De minister mag uitzonderingen maken voor concessies (tot uiterlijk 15 jaar), waarbij de concessiehouder grote investeringen moet doen. Een voorbeeld hiervan is de 10-jarige concessie Zutphen-Oldenzaal, waarbij de concessiehouder nieuwe treinstellen moest aanschaffen.

Concessie-omvang: De geografische omvang van de concessie. De meeste OV-autoriteiten kiezen een natuurlijk afgebakend gebied. Bijvoorbeeld de concessie Hoeksche Waard (van OV-autoriteit Provincie Zuid-Holland) of Voorne Putten-Rozenburg (van OV-autoriteit Stadsregio Rotterdam). Kleinere concessies hebben als voordeel dat bedrijven makkelijker tot de OV-markt kunnen toetreden. Grotere concessies kunnen efficiencyvoordelen bieden. 

Concessiebreedte: Het aantal modaliteiten dat binnen de concessie hoort. In Rotterdam heeft men tram, metro en bus in een concessie. In Den Haag zijn de tram en bus gescheiden in twee aparte concessies.

Concessiediepte: Infrastructuur, personeel en/of materieelpark binnen de concessie of in eigendom van de aanbestedende overheid. In Zweden wordt alleen het management aanbesteed en is het materieel eigendom van de overheid (de managementaanbesteding). In Nederland wordt niet alleen het management, maar ook het busmaterieel geleverd door de winnende vervoerder.

### Onderhands gunnen
Artikel 67 (voorheen 69b) bepaalt dat de concessie voor het hoofdrailnet tot 1 januari 2015 aan de Nederlandse Spoorwegen verleend wordt.
Het onderhands gunnen van het regionaal openbaar vervoer aan de zittende vervoerder is in enkele gebieden nog toegestaan: voor het vervoergebied van de steden Amsterdam, Rotterdam en Den Haag. Deze uitzondering is een gevolg van druk die op het derde kabinet Balkenende werd uitgeoefend, met name vanuit de vakbonden.

### Laagste prijs
Met de 'laagste prijs' wordt eigenlijk de vervoerder bedoeld die de minste exploitatiesubsidie nodig heeft (of denkt te hebben) om het vervoer te kunnen uitvoeren. Met de 'beste kwaliteit' bedoelen de meeste concessieverleners de vervoerder die de meeste dienstregelinguren (DRU's) levert. Sommige concessieverleners stellen echter geen tot weinig eisen waar deze DRU's dienen te worden ingezet, zodat een vervoerder extra DRU's mag inzetten op succesvolle spitslijnen en minder DRU's op het platteland.

## Taxivervoer
De Wet Personenvervoer voorzag voor het taxivervoer een andere marktordening, namelijk een bijna volledige liberalisatie waarin ieder die aan enkele minimale voorwaarden voldeed de weg op kon als taxichauffeur. De negatieve gevolgen hiervan werden door de media geduid als de 'Taxi-oorlog'. Inmiddels wordt de liberalisatie stapsgewijs teruggedraaid en overweegt het ministerie om chauffeurs te verplichten om te opereren als onderdeel van een taxicentrale (2009).

## Bepalingen voor gebruikers van voorzieningen van het openbaar vervoer
Hoofdstuk IV, Bepalingen voor gebruikers van voorzieningen van het openbaar vervoer (art. 70-74 Wp2000), bevat bepalingen over het moeten hebben van een vervoerbewijs (zie ook boete bij zwartrijden), en andere voorschriften (zie ook verplicht mondkapje).
Deze bepalingen worden uitgewerkt in Hoofdstuk 4, Vervoervoorwaarden en bepalingen voor de reiziger (art. 44-53), van Bp2000.
Artikel 72 Wp2000 bepaalt:
Het is een ieder verboden zich in een auto, bus, trein, metro, tram of een via een geleidesysteem voortbewogen voertuig dan wel in of in de onmiddellijke nabijheid van een station, halteplaats, of een andere bij het openbaar vervoer behorende voorziening en de daarbij behorende perrons, trappen, tunnels en liften zodanig te gedragen dat orde, rust, veiligheid of een goede bedrijfsgang wordt of kan worden verstoord.
Artikel 52 Bp2000 bepaalt dat onder verstoring van orde, rust, veiligheid of een goede bedrijfsgang als hiervoor bedoeld worden verstaan:
- gedragingen waardoor de bediening en het gebruik van voorzieningen of van een vervoermiddel dan wel de taakuitoefening van het personeel van de vervoerder worden verhinderd of belemmerd
- misbruik maken van voorzieningen dan wel gebruikmaken van voorzieningen of van een vervoermiddel op een tijdstip waarop deze niet voor gebruik beschikbaar zijn dan wel op een andere wijze dan waarvoor deze bestemd zijn
- uit een vervoermiddel werpen van stoffen of van voorwerpen
- zich in kennelijke staat van dronkenschap of onder kennelijke invloed van verdovende middelen bevinden
- afsteken van vuurwerk, of op zodanige wijze geluid voortbrengen dat anderen daarvan hinder ondervinden
- uitoefenen van beroep of bedrijf of het aanbieden van diensten
- tentoonstellen van voorwerpen, maken van reclame of propaganda, verspreiden van drukwerken, bedelen of houden van inzamelingen
- meenemen in een vervoermiddel van dieren, stoffen of voorwerpen, die hinder, gevaar, verontreiniging of beschadiging veroorzaken of kunnen veroorzaken
- roken in een vervoermiddel, station of halte, of gedeelten daarvan, ten aanzien waarvan de vervoerder heeft aangegeven dat roken niet is toegestaan
- zich bevinden op een station of halte op een tijdstip dat deze kenbaar gesloten is of op een gedeelte van een station of halte dat kenbaar daartoe niet toegankelijk is
- zich op een station of halte begeven langs een andere dan de daarvoor bestemde weg
- op een andere wijze hinder, gevaar, verontreiniging of beschadiging veroorzaken of kunnen veroorzaken

## Verblijfsverbod
De Wet van 19 november 2014 tot wijziging van de Spoorwegwet en de Wet personenvervoer 2000 in verband met een tweede tranche van uitvoeringsmaatregelen van het kabinetsstandpunt «Spoor in beweging», waaronder regels inzake bijzondere spoorwegen en vereenvoudiging van het vergunningenregime hoofdspoorwegen, en in verband met de invoering van een verblijfsverbod voor voorzieningen openbaar vervoer (Stb. 2015, 9) wijzigt onder meer een aantal bepalingen in de Wet personenvervoer 2000, waaronder een op 1 mei 2015 in werking getreden mogelijkheid tot het opleggen van een verblijfsverbod in of in de onmiddellijke nabijheid van voorzieningen van en behorende bij het openbaar vervoer, zoals stations. Deze kan bijvoorbeeld worden toegepast bij  bedelpraktijken en drugshandel.
Dit vormt een aanvulling op de al langer bestaande mogelijkheid tot het opleggen van een openbaar-vervoerverbod.